# Little Trinity Anglican Church
 (juillet 2024).

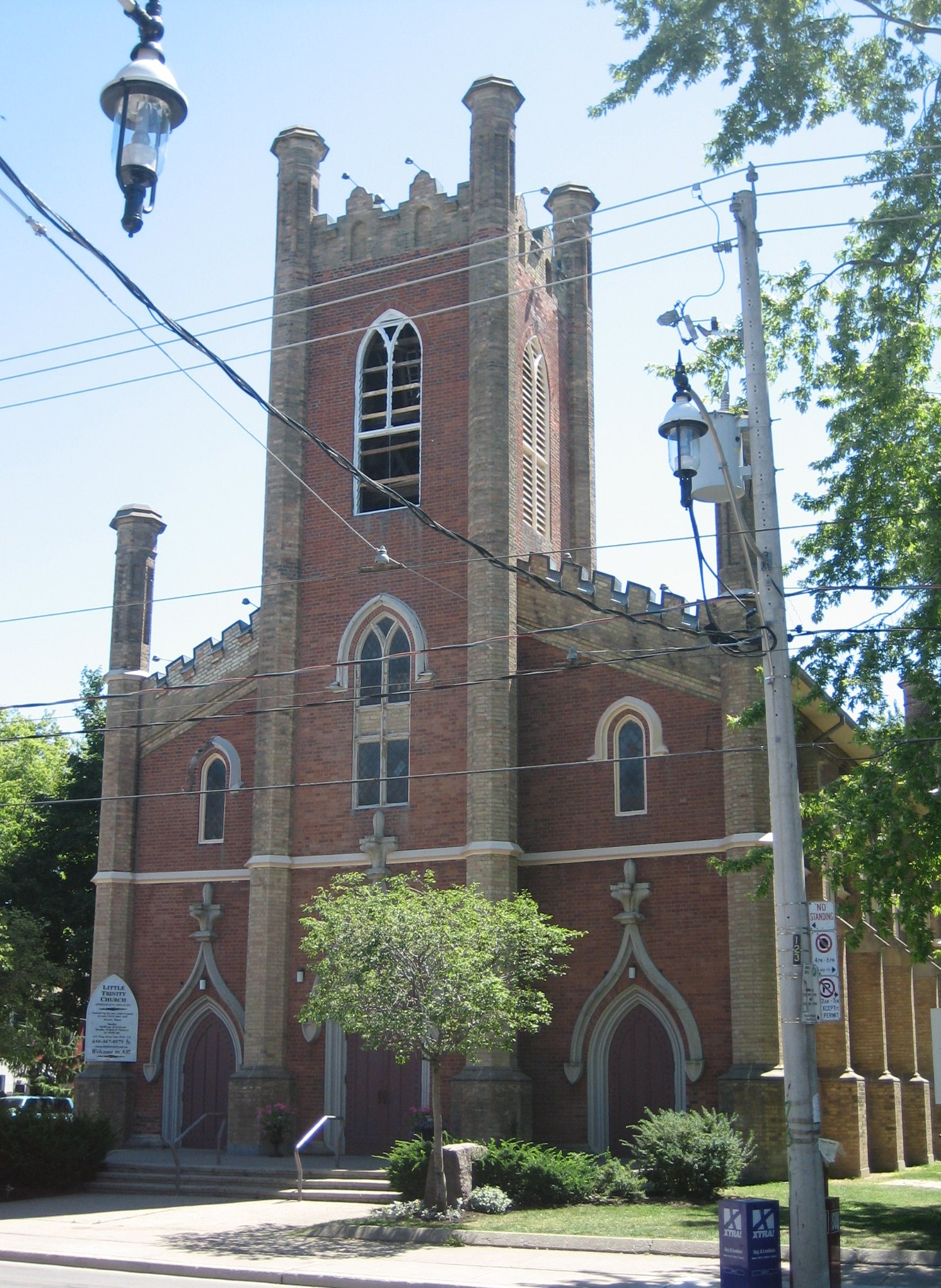
Little Trinity Anglican Church

Little Trinity Anglican Church, officiellement Trinity East, est une église membre de l'Église anglicane du Canada, située au numéro 425 de la King Street, dans le quartier de Corktown (en), à Toronto.